# 2006年合艾爆炸袭击
2006年合艾爆炸袭击是于2006年9月16日在泰国宋卡府合艾的一起恐怖袭击事件，也是泰國南部動亂期間的一起事件。这次袭击至少造成5人死亡，82人受伤，与2005年宋卡爆炸案类似。

## 炸弹袭击
晚上9点30分左右，海洋百货、黑糖酒吧门前、停车场、Big C购物中心、利园酒店及戴安娜百货商店等场所相继发生炸弹爆炸事件。炸弹被安置在摩托车上，并通过手机计时引爆。这次袭击导致泰国当局暂时关闭了移动电话网络，以防止再次发生类似的爆炸事件。

## 伤亡
这次袭击的死者包括一名马来西亚人、一名加拿大人和三名泰国人。据新华社报道称，还有许多当地平民受伤并被送往医院，医院甚至没有足够的输血用血液供应。伤者总计82人，其中包括14名外国人。受伤的外国人包括六名马来西亚人、三名新加坡人和英国人、一名印度人和一名美国人。

## 嫌犯
据泰国当局和其他新闻媒体称，此次袭击是泰国南部叛乱分子所为。虽然没有恐怖组织声称对爆炸事件负责，但泰军的一名将军表示，泰国当局曾预计合艾会在9月16日至20日之间发生恐怖袭击，以纪念分离主义运动“北大年伊斯蘭聖戰者運動组织”（GMIP）成立一周年，该组织是泰国南部的其中一个叛乱组织。